# 타강
타강(중국어: 沱江, 병음: tuó jiāng, 표준어: 퉈장강)은 중화인민공화국 쓰촨성 동부를 흐르는 큰 강으로, 장강 좌안의 지류이다. 룽먼산맥의 최고봉인 차핑산(茶坪山, 해발 4,984 m)의 남쪽 기슭에서 출발하는 3개의 하천이 청두시 부근에서 합류해, 쓰촨 분지를 남북으로 흐른다.
타강은 옛날에는 ‘강타(江沱)’로 불렸고 외강(外江), 중강(中江) 등의 이름도 있다.
원류가 되는 강은 3개가 있다. 동쪽의 몐위안허(綿遠河, 180km)는 아바 티베트족 창족 자치주 마오현의 미차핑 산(米茶坪山)에서 출발해, 남쪽으로 흘러 몐주시에서 쓰촨 분지로 들어가고, 서남쪽으로 방향을 바꾸어 더양시, 광한시를 흐른다. 한가운데의 스딩강(石亭江, 141km)은 스팡시와 마오 현 경계의 주딩산(九頂山, 또는 차핑산) 남쪽 기슭에서 출발해, 스팡시와 몐주시의 경계를 남쪽으로 흘러 광한시를 지나 청두시 진탕현에서 몐위안허와 합류한다. 서쪽의 젠장강(湔江, 131km)은 펑저우시 북부의 차핑 산 남쪽 기슭에서 출발한다. 동쪽의 몐위안허가 퉈 강의 기점으로 간주된다. 3개의 강은 진탕현의 자오자두(趙家渡)에서 합류해 퉈 강이 된다. 이 외에도 서쪽으로 인접해 흐르는 대하인 민강으로부터 분류한 보톄오허(柏條河)와 칭바이강(青白江)가 진탕 현에서 합류한다.
진탕현에서 합류한 후의 주류는 젠양시, 쯔양시, 쯔중현, 네이장시, 푸순현을 거치고, 루저우시에서 장강으로 흘러 들어간다. 진탕현의 자오자두에서 북쪽이 상류에 해당한다. 몐주시 북쪽에서 강은 험한 산악 지대를 지나고, 남쪽은 하곡이 평탄해진다. 자오자두에서 쯔중현까지의 중류에서, 분지 안의 구릉지대를 관통해 좁은 하곡을 흐른다. 쯔중현 이남은 하류로 강은 깊어지고 굽이쳐 흐르며, 폭도 300m에서 500m로 넓어진다.
타강 유역은 쓰촨성에서도 인구의 밀집한 공업지대이다. 연안의 삼림 피복율은 낮고, 토양 유실이 큰 문제가 되고 있다. 또 2004년 2월에는 유역의 공장에서 대규모 사고와 폐기물 불법투기가 일어나, 강이 현저하게 오염되는 사건도 일어났다(퉈강 특대수 오염 사건).

## 같이 보기
- 분류:장강의 지류
- 소비에트 대백과사전